# زالو (أمان أباد)
زالو (بالفارسية: زالو) هي منطقة سكنية تقع في إيران في قسم أمان أباد الريفي.